# Canton de Senez
Le canton de Senez est une ancienne division administrative française située dans le département des Alpes-de-Haute-Provence et la région Provence-Alpes-Côte d'Azur.
Son chef-lieu était Senez, ancien siège d'un évêché. À sa disparition après les cantonales de 1988, ce canton avait la particularité d'être le moins peuplé de France.

## Composition
Le canton de Senez comprenait initialement quatre communes :
- Senez
- Blieux
- Le Poil
- Majastres

En 1951, le commune de Levens, qui appartenait au canton de Moustiers-Sainte-Marie et était dépeuplée, est dissoute dans Majastres.
En 1973, Le Poil est rattaché à Senez, commune qui ne lui est pourtant pas limitrophe. Le canton est alors composé de :
- Senez
- Blieux
- Majastres

Le canton de Senez, alors le moins peuplé de France (sa population avait été divisé par près de 10 depuis 1851), est supprimé par décret en février 1986 ; Senez et Blieux sont rattachés au Canton de Barrême et Majastres au Canton de Mézel. Les élections cantonales françaises de 1988 sont les premières élections cantonales où cette suppression prend effet.

## Administration

### Conseillers généraux de 1833 à 1988
| Période                                  | Période      | Identité                                         | Étiquette      | Qualité                                                                                        |
| ---------------------------------------- | ------------ | ------------------------------------------------ | -------------- | ---------------------------------------------------------------------------------------------- |
| 1833                                     | 1848         | M. Hermelin                                      |                | Ancien Président du Tribunal civil de Castellane propriétaire à Senez                          |
| 1848                                     | 1873 (décès) | Louis Michel Roch Alphonse Tartanson (1788-1873) |                | Avocat, avoué, maire de Castellane                                                             |
| 1873                                     | 1875 (décès) | Lucien Aimé Tartanson (1797-1875)                |                | Avocat, ancien maire de Castellane, ancien conseiller d'arrondissement du canton de Castellane |
| 1875                                     | 1883         | Comte Césaire Léon Amaudric du Chaffaut          | Droite         | Fonctionnaire Député (1871) - Sénateur (1876-1884)                                             |
| 1883                                     | 1919         | Jules Proal                                      | Républicain    | Avocat puis journaliste, député (1885-1889), maire de Riez                                     |
| 1919                                     | 1940         | Honoré Dozoul (1879-1961)                        | Rad.           | Docteur en médecine à Saint-André-les-Alpes                                                    |
|                                          |              |                                                  |                |                                                                                                |
| 1945                                     | 1959 (décès) | Ernest Borrély (1889-1959)                       | SFIO puis Rad. | Instituteur, journaliste, propriétaire à Digne Président du Conseil général (1945-1959)        |
| 1959                                     | 1970         | Fernand Granet (1914-1990)                       | PCF            | Cultivateur Maire de Senez (1953-1971)                                                         |
| 1970                                     | 1982         | Charles Rolland (1912-1991)                      | DVD            | Industriel, Président de la Chambre syndicale du bois Conseiller municipal de Digne            |
| 1982                                     | 1988         | Marthe Rolland (1922-2019), épouse du précédent  | DVD puis RPR   | Ancienne institutrice Maire de Senez (1971-1989)                                               |
| Les données manquantes sont à compléter. |              |                                                  |                |                                                                                                |

### Conseillers d'arrondissement (de 1833 à 1940)
| Période                                  | Période | Identité                                  | Étiquette | Qualité |
| ---------------------------------------- | ------- | ----------------------------------------- | --------- | --- |
| 1833                                     | 1839    | Pierre Joseph Casimir Raynard (1770-1852) |           | Notaire royal et suppléant de la justice de paix, maire de Senez                                            |
|                                          |         |                                           |           | |
| avant 1894                               | 1898    | Lucien-Antoine Hermelin                   |           | Maire de Senez                                                                                              |
| 1898                                     |         | Irénée Astoin                             |           | Maire de Senez                                                                                              |
|                                          |         |                                           |           | |
|                                          | 1940    | M. Goron                                  | SFIO      | |
| 1940                                     |         |                                           |           | Les conseils d'arrondissement ont été suspendus par la loi du 12 octobre 1940 et n'ont jamais été réactivés |
| Les données manquantes sont à compléter. |         |                                           |           | |

## Évolution démographique
| Commune   | Population (1800) | Population (1851) | Population (1901) | Population (1946) | Population (1982) |
| --------- | ----------------- | ----------------- | ----------------- | ----------------- | ----------------- |
| Blieux    | 801               | 780               | 442               | 110               | 59                |
| Le Poil   | 310               | 315               | 209               | 34                | -                 |
| Majastres | 202               | 225               | 137               | 43                | 12                |
| Senez     | 768               | 872               | 472               | 230               | 153               |
| Total     | 2072              | 2192              | 1018              | 417               | 224               |

À titre indicatif, en 2014 les trois communes étaient peuplées de 228 habitants.